# سيريل رينغ
سيريل رينغ (بالإنجليزية: Cyril Ring)‏ هو ممثل أمريكي، ولد في 5 ديسمبر 1892 في الولايات المتحدة، وتوفي في 17 يوليو 1967 بهوليوود في الولايات المتحدة.

## أعمال

### أفلام
- (1936) زيجفيلد العظيم
- (1938) الأغبياء
- (1938) طيار الاختبار
- (1938) كنتاكي
- (1940) الديكتاتور العظيم[3][4]
- (1942) كبرياء اليانكيز
- (1944) لورا

## وصلات خارجية
- سيريل رينغ على موقع IMDb (الإنجليزية)
- سيريل رينغ على موقع ألو سيني (الفرنسية)
- سيريل رينغ على موقع أول موفي (الإنجليزية)
- سيريل رينغ على موقع قاعدة بيانات برودواي على الإنترنت (الإنجليزية)
- سيريل رينغ على موقع قاعدة بيانات الأفلام السويدية (السويدية)
- سيريل رينغ على موقع قاعدة بيانات الفيلم (الإنجليزية)
- سيريل رينغ على موقع كينوبويسك (الروسية)